# Le Pont du roi Saint-Louis (film, 1929)
Cet article concerne un film de 1929. Pour le roman dont il est tiré, voir Le Pont du roi Saint-Louis. Pour le premier remake, voir Le Pont du roi Saint-Louis (film, 1944). Pour le remake de 2004, voir Le Pont du roi Saint-Louis (film, 2004).
Pour plus de détails, voir Fiche technique et Distribution.
Le Pont du roi Saint-Louis (titre original : The Bridge of San Luis Rey) est un drame américain réalisé par Charles Brabin, sorti en 1929. 
Cedric Gibbons s'est vu attribuer l'Oscar des meilleurs décors pour ce film.

## Synopsis
Plusieurs personnes meurent dans l'effondrement d'un pont de corde inca au Pérou. Un moine, qui a été témoin de l'accident, va alors enquêter sur la vie des victimes pour découvrir les événements qui ont conduit à leur présence sur le pont tout en cherchant une sorte de réponse divine à la question de savoir pourquoi chacun a dû mourir.

## Fiche technique
- Titre original : The Bridge of San Luis Rey
- Titre français : Le Pont du roi Saint-Louis
- Réalisation : Charles Brabin
- Scénario : Marian Ainslee, Ruth Cummings, Alice D.G. Miller d'après Le Pont du roi Saint-Louis de Thornton Wilder
- Photographie : Merritt B. Gerstad
- Direction artistique : Cedric Gibbons
- Costumes : Adrian
- Montage : Margaret Booth
- Musique : Carli Elinor et Peter Brunelli
- Production : Hunt Stromberg
- Société de production et de distribution : Metro-Goldwyn-Mayer
- Pays de production :  États-Unis
- Format : Noir et blanc  - 35 mm - 1,20:1 - Muet
- Genre : Drame
- Durée : 86 minutes
- Dates de sortie :
  - États-Unis : 30 mars 1929

## Distribution
- Lili Damita : Camila (La Perichole)
- Ernest Torrence : Oncle Pio
- Raquel Torres : Pepita
- Don Alvarado : Manuel
- Henry B. Walthall : Père Juniper
- Emily Fitzroy : Marquise
- Jane Winton : Doña Carla
- Mitchell Lewis : Capitaine Alvarado
- Eugenie Besserer : Une nonne
- Tully Marshall : Un citadin
- Duncan Renaldo : Esteban

## Distinctions
- Oscar des meilleurs décors (meilleur directeur artistique) pour Cedric Gibbons[1].